# Saint-Gilles (Ille-et-Vilaine)
Saint-Gilles (bretonisch: Sant-Jili-Roazhon) ist eine französische Gemeinde mit 5489 Einwohnern (Stand: 1. Januar 2022) im Département Ille-et-Vilaine in der Region Bretagne; sie gehört zum Arrondissement Rennes und zum Kanton Melesse. Die Einwohner werden Saintgillois(es) genannt.

## Geographie
Umgeben wird Saint-Gilles von den Nachbargemeinden Clayes und Parthenay-de-Bretagne im Norden, Gévezé im Nordosten, Pacé im Osten, L’Hermitage im Süden und Südosten, La Chapelle-Thouarault im Süden, Breteil im Westen und Südwesten sowie Pleumeleuc im Nordosten.
Durch die Gemeinde führt die Route nationale 12.

## Bevölkerungsentwicklung
| Jahr      | 1962 | 1968 | 1975 | 1982 | 1990 | 1999 | 2006 | 2011 |
| Einwohner | 1160 | 1137 | 1916 | 2808 | 3059 | 3463 | 3543 | 3815 |

## Sehenswürdigkeiten
Siehe auch: Liste der Monuments historiques in Saint-Gilles (Ille-et-Vilaine)
- Kirche Saint-Gilles